# Ephebus ignobilis
Ephebus ignobilis es una especie de coleóptero de la familia Endomychidae.

## Distribución geográfica
Habita en la Guayana francesa.